# 東郷文彦

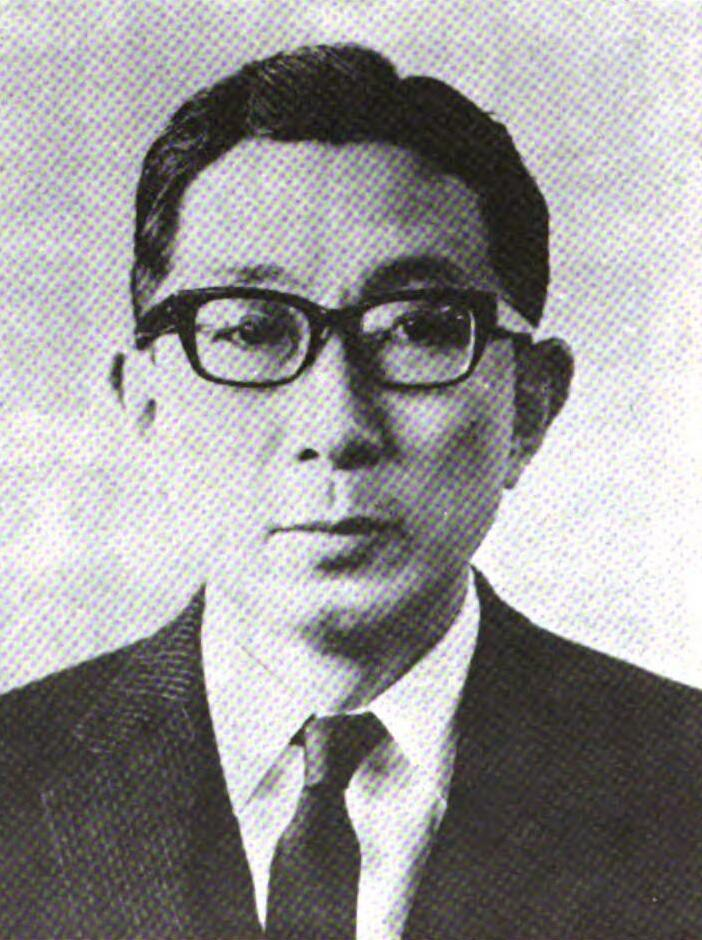
東郷文彦, 1971年

東郷 文彦（とうごう ふみひこ、1915年〈大正4年〉8月18日 - 1985年〈昭和60年〉4月9日）は、日本の昭和時代の外交官。外務事務次官から駐米大使を務めるなど日本の戦後外交の主軸を担ったアメリカスクール外交官の一人であった。
旧姓は本城。東郷茂徳の娘だった東郷いせと結婚し婿入りして東郷姓になった。

## 来歴・人物
東京府出身。
1932年に東京高師附属中学（現：筑波大附属中・高）を卒業し、旧制第一高等学校を経て、1939年3月 東京帝国大学法学部政治学科を卒業。
同年4月に外務省に入省し、在外研究員として米国ハーバード大学大学院に留学する。同時期に、ハーバード大学に留学していた鶴見俊輔と親しかった。
日米開戦直後の1941年12月9日夜に同じく外交官補としてハーバード大学留学中だった西堀正弘とともに米国当局に連行され、ボストンの移民収容所に1週間収容されたのち、ワシントンの日本大使館、バージニア州ホット・スプリングスのホームステッド、1942年4月4日以降はウェストバージニア州ホワイト・サルファ・スプリングスのグリーンブライアで、在米日本人官吏・報道関係者とその家族300余名とともに軟禁生活を送る。
同年6月に日米の抑留者を交換する交換船に乗船してニューヨークを出港し、同年8月に日本に帰国。
1943年11月に東郷茂徳元外相の娘・いせと結婚。いせが一人娘だったため、東郷家の養子となった。
疎開先の軽井沢で出生した双子が外交官となった東郷和彦と、ジャーナリストの東郷茂彦である。
義父が鈴木貫太郎内閣で再度外務大臣に就くと、その秘書官を務め、終戦処理の実務に関わった。
1963年（昭和38年）10月にニューヨーク総領事に着任。

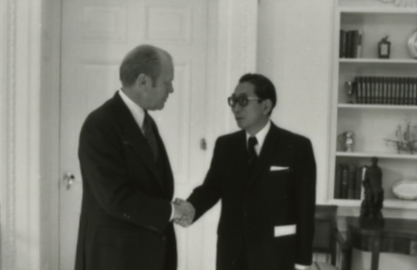
駐米大使としてジェラルド・R・フォード大統領（左）と握手する東郷文彦（1976年）

1967年（昭和42年）1月には外務省アメリカ局長となる。
安保改訂、沖縄返還交渉で日米同盟の実務責任者となった。
1974年（昭和49年）2月に外務事務次官に就任。
1975年（昭和50年）12月から1980年（昭和55年）4月までワシントンで駐アメリカ大使を務めた。

## 家族親族
- 義父：東郷茂徳 外務大臣
- 妻：東郷いせ
- 息子：東郷和彦 外交官
- 息子：東郷茂彦 ジャーナリスト

## 回想・伝記
- 東郷文彦『日米外交三十年　安保・沖縄とその後』（世界の動き社、1982年／中公文庫、1989年、解説東郷茂彦）
- 東郷いせ『色無花火　東郷茂徳の娘が語る「昭和」の記憶』（六興出版、1991年）、口述筆記
- 伊奈久喜『戦後日米交渉を担った男　外交官・東郷文彦の生涯』（中央公論新社、2011年）
- 東郷和彦『返還交渉　沖縄・北方領土の「光と影」』（PHP新書、2017年）